# Codice a sbarre (album)
(dal brano Marea)
Codice a Sbarre è il quarto album della punk band italiana Porno Riviste.

## Tracce
1. Terremoto
2. Seduto su una luce
3. La scatola dell'odio
4. Medicina
5. Tempi cupi
6. Coma da favole
7. Questo liquido
8. Il gioco
9. Cinismo
10. La pace sul pianeta
11. Marea
12. M.I.B.
13. Ghiaccio
14. Dammi la verità
15. Fuoco
16. Come ti va
17. Io sono qui
18. Non è finita

## Formazione
- Tommi - chitarra, voce
- Dani - chitarra, voce
- Marco  - basso
- Becio - batteria